# Église Saint-Camille de Lyon
L'église Saint-Camille de Lyon est un édifice situé dans le 9e arrondissement de Lyon, au 79 bis rue des Docks, dans le quartier de Vaise. Elle est affectée au culte catholique et fait partie de l'ensemble paroissial de Vaise, mais elle est aussi en partie mise à disposition pour une paroisse orthodoxe francophone.
L'église est dédiée à saint Camille de Lellis. 

## Histoire
Cette église s'appelait Notre-Dame de Rochecardon.